# Cracu Lung, Mehedinți
Cracu Lung este un sat în comuna Ilovăț din județul Mehedinți, Oltenia, România.